# 24K Magic (песня)
«24K Magic» («twenty-four karat magic») — песня американского певца Бруно Марса с его третьего одноимённого студийного альбома 24K Magic (2016).

## История
«24k Magic» впервые вышла в эфире радиостанции  Mix 104.1 в полночь на 7 октября 2016 года. Релиз сингла прошёл 7 октября через цифровое скачивание лейбла Atlantic Records. Этим лейблом запланирован выход трека 11 октября на радиостанции American contemporary hit radio. Песня также доступна по стримингу.
«24k Magic» сочетает стили фанк, диско, R&B и хип-хоп. Песня начинается с изменённого вокодер-вокала, который сравнивают с песней «California Love» рэпера Тупак Шакура. Также описывается как «synth-heavy track» и с элементами музыки 70-х и 80-х годов. Льюис Корнер из Digital Spy прокомментировал, что это песня более «smooth '80s electronica and hip-hop», чем «'70s groove of „Uptown Funk“».
24K Magic получила положительные отзывы музыкальной критики и специализированных сайтов.

## Музыкальное видео
Музыкальное видео вышло 7 октября 2016.

## Позиции в чартах

### Еженедельные чарты
| Чарт (2016)                                        | Высшая позиция |
| -------------------------------------------------- | -------------- |
| Австралия (ARIA)                                   | 12             |
| Бельгия/Фландрия (Ultratop 50)                     | 32             |
| Бельгия/Валлония (Ultratip Bubbling Under)         | 21             |
| Бразилия (Billboard Brasil Hot 100)                | 96             |
| Канада (Billboard AC)                              | 31             |
| Канада (Billboard CHR/Top 40)                      | 28             |
| Канада (Billboard Hot AC)                          | 36             |
| Чехия (Singles Digitál Top 100)                    | 24             |
| Дания Digital Songs (Billboard)                    | 3              |
| Европа (Billboard Euro Digital Song Sales)         | 10             |
| Финляндия (Latauslista Download)                   | 3              |
| Франция (SNEP)                                     | 1              |
| Германия (GfK)                                     | 24             |
| Венгрия (Single Top 40)                            | 13             |
| Ирландия (IRMA)                                    | 25             |
| Italy (FIMI)                                       | 24             |
| Япония (Billboard Japan Hot 100)                   | 78             |
| Mexico Ingles Airplay (Billboard)                  | 24             |
| Нидерланды (Dutch Top 40)                          | 34             |
| Нидерланды (Single Top 100)                        | 18             |
| New Zealand (Recorded Music NZ)                    | 13             |
| Norway (VG-lista)                                  | 25             |
| Португалия (Billboard Portugal Digital Song Sales) | 9              |
| Шотландия (OCC Scotland)                           | 10             |
| Словакия (Singles Digitál Top 100)                 | 7              |
| South Korea International Chart (Gaon)             | 3              |
| Sweden (Sverigetopplistan)                         | 22             |
| Швейцария (Schweizer Hitparade)                    | 12             |
| Великобритания (OCC UK Singles)                    | 9              |
| США (Billboard Hot 100)                            | 5              |
| США (Billboard Adult Pop Airplay)                  | 30             |
| США (Billboard Pop Airplay)                        | 28             |
| США (Billboard Rhythmic)                           | 31             |

## История выхода
| Регион | Дата            | Формат                     | Лейбл    | Ссылки      |
| ------ | --------------- | -------------------------- | -------- | ----------- |
| Мир    | 7 октября 2016  | Digital download streaming | Atlantic | [ 6 ] [ 8 ] |
| США    | 11 октября 2016 | Contemporary hit radio     | Atlantic | [ 7 ]       |